# Вероучение Проханова
Вероучение И. С. Проханова (полное название Изложение евангельской веры, или Вероучение евангельских христиан) — свод вероучительных положений, составленный И. С. Прохановым и служивший официальным вероисповеданием Всероссийского союза евангельских христиан.

## Создание и утверждение
Вероучение было составлено И. С. Прохановым в 1909 году. К этому времени Проханов предпринял попытку создания Русского евангельского союза (как национального аналога или отделения Всемирного евангелического альянса), — надконфессиональной организации, объединяющей христиан разных деноминаций не на уровне поместных общин, а на уровне отдельных личностей. Однако он «не был понят руководством Союза баптистов» и Русский евангельский союз оказался нежизнеспособной организацией.
Поэтому в 1909 году Проханов активно занялся строительством уже конфессионального союза евангельских христиан-прохановцев: разработал проекты Вероучения евангельских христиан и Устава союза, а также подготовкой первого Всероссийского съезда евангельских христиан, который прошёл 14-19 сентября 1909 года.
Предполагалось, что Вероучение, вместе с проектом Устава Союза будет рассмотрено и, по возможности, утверждено на первом Всероссийском съезде. Однако в ходе съезда вопросы принятия Вероучения и Устава не рассматривались, предположительно, из-за того, что делегаты заранее не ознакомились с этими документами.
Утверждение Вероучения состоялось в ходе второго Всероссийского съезда евангельских христиан, который проходил 28 декабря 1910 — 4 января 1911 года в Санкт-Петербурге. На съезде присутствовало 47 делегатов и гости. Собственно, утверждение Вероучения состоялось 31 декабря 1910 года, после принятия Устава. Предварительно Вероучение было разослано по общинам и найдено «почти вполне приемлемым».
Обсуждение Вероучения не было долгим: рассматривались лишь 4 главы, вызвавшие у делегатов вопросы. В результате в две главы были внесены несущественные изменения, по остальным главам было принято решение оставить их без изменения. После чего Вероучение единогласно было утверждено целиком.
Как отмечал историк Андрей Пузынин, «богословский метод, использованный Прохановым, говорит сам за себя: съезд был полностью удовлетворен авторитетным толкованием лидера, получившего западное образование».
Утверждение Вероучения положило конец имевшим место на протяжении десятилетий разномыслий в среде евангельских христиан относительно необходимости крещения исключительно в сознательном возрасте по твёрдой вере. В Вероучении утверждалось, что перед совершением крещения Церковь обязана удостовериться, что желающий креститься пережил рождение свыше и действует сознательно. «Крещение для детей, которые не могут сознательно веровать или сознательно пережить смерть для греха и воскресение для праведности, не имеет никакого значения», — сказано в Вероучении.
Таким образом было устранено ранее допустимое разномыслие в вопросе, принципиальном для баптистов. Это позволило в 1911 году на Всемирном конгрессе баптистов принять Всероссийский союз евангельских христиан в члены Всемирного баптистского альянса, а самому И. С. Проханову — стать вице-президентом Всемирного баптистского альянса.

## Текст
Текст Вероучения на внешнем сайте.

## Речь Проханова
По мнению Андрея Пузынина, «артикуляция вероучения была вызвана необходимостью регистрации Союза в государственных органах. (…) Несмотря на его не очень хорошую структурную организацию, он был достаточно всеобъемлющим и отвечал на ключевые богословские и практические вопросы, актуальные для того времени. Наиболее обсуждаемым вопросом была проблема брака и развода, в то время как догматическая часть не вызвала никаких дискуссий».

Иван Степанович Проханов

Предваряя обсуждение Вероучение на Втором съезде в 1910 году, Проханов выступил с разъяснениями наиболее актуальных вопросов, нашедших отражение в документе:
«Вероучение это первое русское составленное самостоятельно по Библии и Симфонии, и мы можем его вполне принять. В нем есть некоторые особенности, которые в других вероучениях не встречаются. Составляя его мы не будем вдаваться в крайности. Первая крайность: некоторые вероучения придерживаются буквоедства, то есть стараются постановить буквальный смысл и получается — формальность. Другая же крайность: отвержение буквы и признание лишь духовного откровения; последствия второй крайности также печальны и по истечении некоторого времени эти вероучения вымирают или же изменяются, как, например, квакерское — которое из религии превратилось в философское учение.
Эти крайности предвидены в нашем вероучении и поэтому мы избрали золотой путь Св. Писания, а именно: соединение внутреннего откровения с внешним, то есть словом Божиим. Внешнее откровение является контролем внутреннего, а внутреннее — разъяснение внешнего и они тесно связаны друг с другом».
Таким образом, в своём обращении Проханов коснулся богословской полемики баптистов (и евангельских христиан) с молоканами, которая в те годы активно велась на страницах журналов «Баптист» и «Духовный Христианин» (молоканский конфессиональный журнал, издаваемый младшим братом И. С. Проханова — А. С. Прохановым). Молокане, в частности, настаивали на необходимости «духовного», то есть аллегорического толкования Библии, называя оппонентов «букварями» и «плотскими христианами», не имеющими «внутреннего откровения». В то же время молоканство в те годы переживало жестокий кризис, связанный с переходом значительной части верующих в баптизм (евангелизм) и полным отходом от веры другой значительной части верующих.
«Существуют различные взгляды относительно катехизисов и вероучений, — продолжал Проханов. — Многие говорят, что нам не нужны ни катехизисы, ни вероучения, а лишь слово Божье; другие же увлекаются слишком вероучениями и катехизисами: последствия бывают очень печальные: забытие и оставление слова Божия. В первую крайность мы также не можем вдаваться, так как мы должны иметь вероучение, хотя не для руководства, но надо быть готовыми дать отчет каждому спрашивающему нас о нашем уповании; руководствоваться же мы должны лишь словом Божьим.
С некоторыми взглядами господствующей Церкви мы также не соглашаемся, так как между прочим ею признается за слово Божие и некоторые апокрифические книги, каковы мы не можем признавать за богодухновенные потому, что их нет на еврейском языке, а лишь на греческом.
Со взглядами Кальвина, который признает, что некоторые люди предназначены Богом для гибели, а другие для спасения, также не соглашаемся и придерживаемся того взгляда, что предопределение Божие основано на Его предузнании».
Таким образом, Проханов полемизирует с русскими баптистами, соглашавшимися с кальвинистскими взглядами, которые нашли отражение в популярном среди русских баптистов Гамбургском вероисповедании.
Свою речь Проханов окончил вопросами свободы совести и взаимоотношений Церкви и государства:
«Относительно свободы совести понятия христиан чрезвычайно сложны, но слово Божье дает каждому ясное разъяснение, так как сын лучше раба знает волю своего Отца Небесного…
Какое отношение между Церковью и Государством и какое оно должно быть? В Германии Церковь находится в полном подчинении Государству и Император выступает там часто проповедником. Но эти взгляды не согласуются со взглядами Евангелия, так как Божие нельзя смешивать с Кесаревым и поэтому Государство и Церковь должны быть независимы, по нашему взгляду, друг от друга, но этим мы не хотим сказать, что нам нельзя участвовать в политической жизни страны, а наоборот: как Церковь, мы не имеем права вмешиваться, но как единичные личности мы даже обязаны делать добро, „ибо кто разумеет делать добро, но не делает его, тому грех“. Свой русский народ и страну мы любим всей душой, и считаем своей обязанностью доказать эту любовь словом и делом, но мы в то же время являемся и противниками ненависти к другим народам».

## Публикация
Сразу после утверждения Вторым съездом Вероучение не было опубликовано (напомним, в общинах документ получили для обсуждения в преддверии съезда). По мнению А. Пузынина, это Вероучение «не играло нормализующей роли в поместных церквах и, возможно, не было им широко знакомо. Оно никогда (…) не было обсуждаемо, на него нет богословских ссылок в российский и советский период».
Впервые Вероучение было опубликовано в 1920-х годах (не ранее 1922 года) тиражом 3 тыс. экземпляров. Как и в случае с составлением и принятием, необходимость публикации, по-видимому, была продиктована сложившейся ситуацией и планами Проханова. К 1924 году он оставил бесплодные попытки объединения ВСЕХ с Союзом баптистов и, опираясь на эмигрантов, приступил к созданию Всемирного союза евангельских христиан. Возможно, как и в 1909 году, Вероучение использовалось при строительстве нового союза.